# Eliza Kostowa
Eliza Kostowa (bulgarisch Елица Костова; * 10. April 1990 in Kardschali) ist eine bulgarische Tennisspielerin.

## Karriere
Kostowa, die im Alter von sieben Jahren mit dem Tennissport begann, spielt hauptsächlich auf dem ITF Women’s Circuit. Auf ITF-Turnieren gewann sie bislang sechs Einzel- und sieben Doppeltitel.
Ihre besten Weltranglistenplatzierungen erreichte sie im September 2016 mit Rang 130 im Einzel und im Oktober 2015 mit Position 154 im Doppel.
Seit 2008 spielt Kostowa für die bulgarische Fed-Cup-Mannschaft, für die sie 16 ihrer bisher 34 Fed-Cup-Partien gewinnen konnte.
In der deutschen Tennis-Bundesliga spielte Kostowa 2011, 2012, 2013 und 2014 für den TC Blau-Weiss Berlin und seit 2018 für den MTTC Iphitos.

## Turniersiege

### Einzel
| Nr. | Datum             | Turnier                    | Kategorie    | Belag        | Finalgegnerin    | Ergebnis      |
| --- | ----------------- | -------------------------- | ------------ | ------------ | ---------------- | ------------- |
| 1.  | 22. Juni 2008     | Alcobaça                   | ITF $10.000  | Hartplatz    | Amanda Carreras  | 3:6, 6:2, 6:2 |
| 2.  | 15. November 2009 | Le Havre                   | ITF $10.000  | Sand (Halle) | Sina Haas        | 6:0, 6:4      |
| 3.  | 9. Oktober 2011   | Dobritsch                  | ITF $25.000  | Sand         | Elena Bogdan     | 7:66, 6:2     |
| 4.  | 22. Juni 2014     | Montpellier                | ITF $25.000  | Sand         | Sofija Kowalez   | 7:5, 6:1      |
| 5.  | 9. Juli 2016      | Budapest                   | ITF $100.000 | Sand         | Wiktorija Tomowa | 6:0, 7:63     |
| 6.  | 2. Juni 2019      | Santa Margarida de Montbui | ITF $25.000  | Hartplatz    | Arina Rodionova  | 7:5, 6:3      |

### Doppel
| Nr. | Datum              | Turnier       | Kategorie    | Belag             | Partnerin             | Finalgegnerinnen                     | Ergebnis          |
| --- | ------------------ | ------------- | ------------ | ----------------- | --------------------- | ------------------------------------ | ----------------- |
| 1.  | 14. Mai 2011       | Zagreb        | ITF $25.000  | Sand              | Barbara Sobaszkiewicz | Ani Mijačika Ana Vrljić              | 1:6, 6:3, [12:10] |
| 2.  | 10. Juni 2012      | Zlín          | ITF $25.000  | Sand              | Jasmina Tinjić        | Verónica Cepede Royg Teliana Pereira | 4:6, 6:1, [10:8]  |
| 3.  | 20. September 2013 | Saint-Malo    | ITF $25.000  | Sand              | Florencia Molinero    | Kathinka von Deichmann Nina Zander   | 6:2, 6:4          |
| 4.  | 16. Juli 2017      | Contrexéville | ITF $100.000 | Sand              | Anastassija Komardina | Manon Arcangioli Sara Cakarevic      | 6:3, 6:4          |
| 5.  | 14. Oktober 2017   | Óbidos        | ITF $25.000  | Teppich           | Jana Sisikowa         | Georgia Brescia Alice Matteucci      | kampflos          |
| 6.  | 31. August 2018    | Budapest      | ITF $60.000  | Sand              | Ulrikke Eikeri        | Dalma Gálfi Réka Luca Jani           | 2:6, 6:4, [10:8]  |
| 7.  | 9. Februar 2019    | Trnava        | ITF $25.000  | Hartplatz (Halle) | Elena Bogdan          | Michaela Hončová Hanna Posnichirenko | 7:5, 7:65         |